# Lac Péribonka
Pour les articles homonymes, voir Péribonka (homonymie).
Le lac Péribonka est un plan d'eau douce du territoire non organisé du Mont-Valin, dans la municipalité régionale de comté (MRC) Le Fjord-du-Saguenay, dans la région administrative de Saguenay–Lac-Saint-Jean, au Québec, au Canada.
Dès le milieu du XIXe siècle, la foresterie a été l'activité économique prédominante du secteur. Ce grand plan d'eau est généralement gelé de la mi-novembre à la fin avril ; néanmoins, la période de circulation sécuritaire sur la glace est habituellement de la mi-décembre à la fin mars.

## Géographie
Le lac Péribonka est situé à environ 140 km au nord-est du lac Saint-Jean. Il constitue une excroissance importante de la rivière du même nom. Long de 59 km (dans le sens nord-sud) et large de 11 km, le lac Péribonka occupe une superficie de 264 km2.
Les principaux bassins versants voisins du lac Péribonka sont :
- côté ouest : rivière au Serpent, rivière Brodeuse, rivière de l'Épinette Rouge, rivière Mistassibi Nord-Est ; les lacs Maupertuis et Piraube ;
- côté est : rivière à la Carpe, rivière Cocoumenen, ruisseau du Blaireau et ruisseau de la Cigale, Petite rivière Shipshaw, rivière Manouane. Note : le réservoir Pipmuacan est situé à l'est de la rivière Manouane.

La rivière Péribonka arrive du nord en recueillant les eaux des rivières Cocoumenen et Saint-Onge. Elle traverse alors la Réserve de biodiversité projetée du Lac Onistagane. Le lac Péribonka reçoit les eaux
de la rivière de l'Épinette Rouge (côté Ouest) et de la rivière à la Carpe (côté Est). Le lac Péribonka comporte plusieurs dizaines d'îles, presqu'îles et baies.
Au cours de la Seconde Guerre mondiale, la compagnie Alcan aménage une centrale hydroélectrique sur la rivière Péribonka afin d'augmenter sa puissance électrique pour la production d'aluminium au Saguenay. Entre 1941 et 1943, un barrage est érigé en amont des "Passes Dangereuses", situées alors à environ 15 km en aval (au sud) du lac Péribonka. Ainsi, la superficie du lac Péribonka s'est agrandi significativement. Cette infrastructure hydroélectrique se situe à l'extrémité sud du présent réservoir.

## Toponymie
Jadis, ce plan d'eau était désigné "Manouan" en innu, signifiant "là où l'on ramasse des œufs". En 1926, à cause d'une redondance toponymique relativement à deux "lac Manouan" (dont un autre lac situé à 40 km au nord-est), ce plan d'eau est renommé "lac Péribonka" par la Commission de géographie du Québec, adoptant ainsi le nom de la rivière du même nom. En 1987, tous les toponymes similaires sont remplacés par le toponyme officialisé.
Les Montagnais ont également utilisé l'appellation "Unistakan Shakikan", signifiant "lac où on se lève avec charge de portage sur le dos".
Le toponyme lac Péribonka a été officialisé le 18 décembre 1986 à la Banque des noms de lieux de la Commission de toponymie du Québec.